# Mezobromelia hospitalis
Mezobromelia hospitalis là một loài thực vật có hoa trong họ Bromeliaceae. Loài này được (L.B.Sm.) J.R.Grant mô tả khoa học đầu tiên năm 1993.